# The Sims (videójáték)
A The Sims egy életszimulátor-videójáték, melyet a Maxis fejlesztett és az Electronic Arts jelentetett meg. Tervezője a SimCity alkotója, Will Wright. A játékban virtuális emberek (simek) életét lehet irányítani, akik SimCity külvárosában élnek. A játékot 2000 februárjában bocsátották kereskedelmi forgalomba.
Az első Sims 2000. február 14-én jelent meg. 2002. március 22-ig több mint 6,3 millió példány kelt el, ezzel a történelem eddigi legtöbbet keresett játéka lett. 2005. február 7-re már 16 millió példány kelt el. Megjelenése óta hét kiegészítője, majd három folytatása jelent meg, a The Sims 2 (melynek további kiegészítői vannak), a The Sims 3 (szintén további kiegészítőkkel), illetve a The Sims 4. A Sims számos kitüntetést nyert, többek között a Game Spot „Év játéka 2000” díjat. Jelenleg a Simsek viselik a minden idők legtöbbet keresett játéka címet, több mint 100 millió eladott példánnyal, a Simseket, a Sims 2-ket és ezek összes kiegészítőit és a csomagokat beleértve.

## Kiegészítők
| Kiegészítő neve        | Megjelenési ideje                             |
| ---------------------- | --------------------------------------------- |
| The Sims: Livin' Large | ÉA 2000. augusztus 21. EU 2000. augusztus 27. |
| The Sims: House Party  | ÉA 2001. április 2. EU 2001. március 28.      |
| The Sims: Hot Date     | ÉA 2001. november 12. EU 2001. november 14.   |
| The Sims: On Holiday   | ÉA 2002. március 28. EU 2002. március 25.     |
| The Sims: Unleashed    | ÉA 2002. november 7. EU 2002. szeptember 25.  |
| The Sims Superstar     | ÉA 2003. május 13. EU 2003. május 15.         |
| The Sims: Makin' Magic | ÉA 2003. október 29. EU 2003. október 28.     |